# HD 9578 b
HD 9578 b (también conocido como HIP 7240 b) es un planeta extrasolar que orbita la estrella de tipo G de la secuencia principal HD 9578, localizado aproximadamente a 187 años luz, en la constelación de Sculptor.Este planeta tiene al menos un 60% de la masa de Júpiter y tarda 494 días en completar su periodo orbital, con un semieje mayor de 1,27 UA. Sin embargo, a diferencia de la mayoría de los exoplanetas conocidos, su excentricidad no se conoce, pero es habitual que se desconozca su inclinación. Este planeta fue detectado por HARPS el 19 de octubre de 2009, junto con otros 29 planetas. El astrónomo Wladimir Lyra (2009) ha propuesto Paphos como el nombre común posible para HD 9578 b.